# Noordduinen

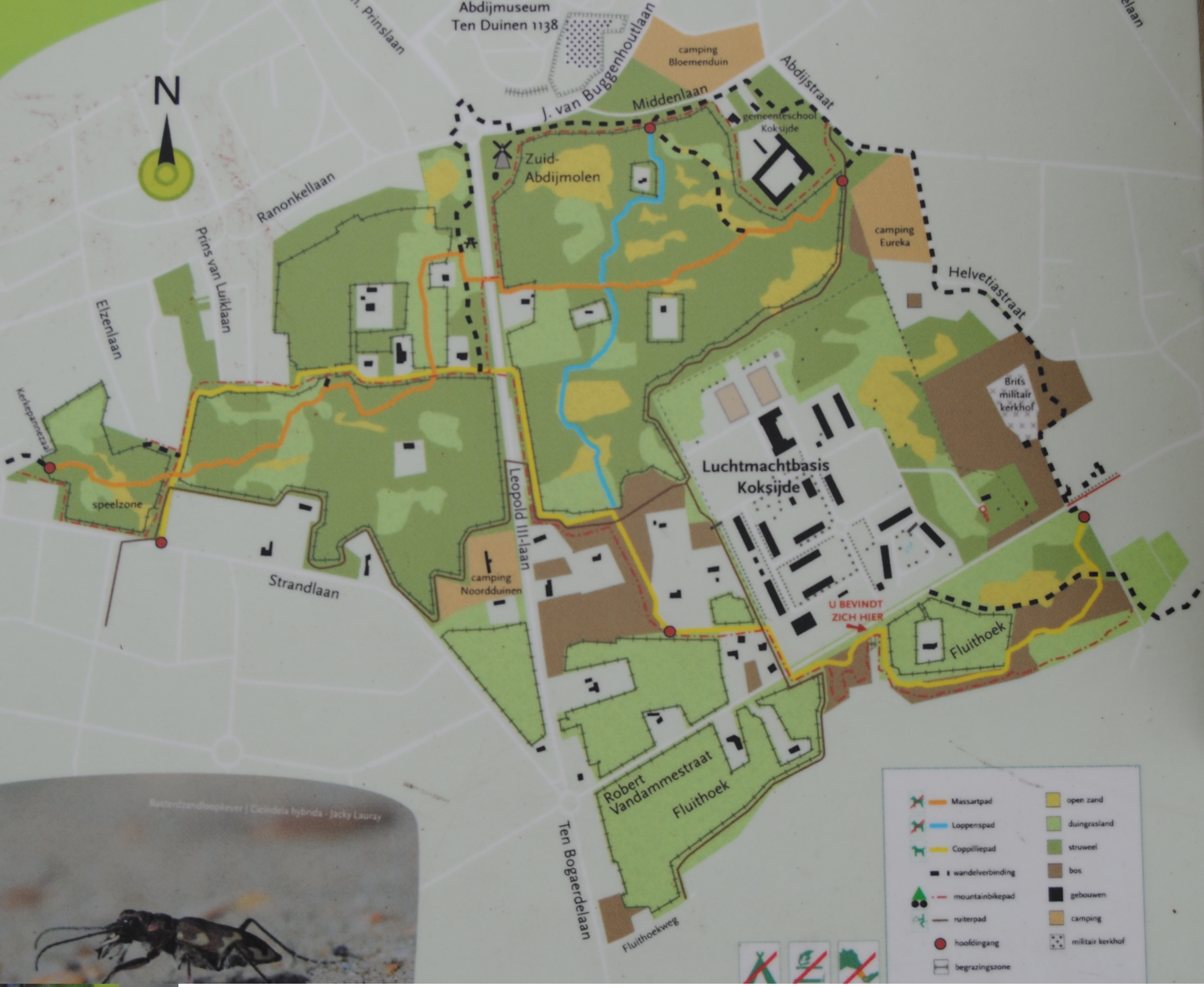
Kaart van de Noordduinen

De Noordduinen is een natuurgebied in de Belgische kustplaats Koksijde.
Het gebied is 73 ha groot en wordt beheerd door het Agentschap voor Natuur en Bos. Vanaf 2002 werden grote delen van dit gebied opgekocht door het Agentschap en beheerd als Vlaams natuurreservaat. Het gebied is Europees beschermd als onderdeel van Natura 2000-gebied 'Duingebieden inclusief IJzermonding en Zwin'.
Het duingebied is geheel omsloten door bebouwing, campings en een militaire basis. Toch is het een bijzonder natuurgebied. Er komen zeldzame planten voor, zoals rond wintergroen, kleine ruit, ruige scheefkelk en walstrobremraap. Van de vogels kunnen nachtegaal, grasmus, braamsluiper, graspieper en sprinkhaanzanger worden genoemd.
Het gebied is cultuurhistorisch interessant met de Zuid-Abdijmolen, de restanten van de Abdij Onze-Lieve-Vrouw Ten Duinen en het Abdijmuseum Ten Duinen.